# پایانه آکسون

فعالیت در پایانه آکسون: نورون A در حال انتقال پیام عصبی از طریق پایانه آکسون به نورون B (دریافت کننده) است.
اعداد داخل تصویر: 1. میتوکندری. ۲. وزیکول سیناپسی دارای انتقال دهنده‌های عصبی. ۳. خود گیرنده. ۴. سیناپس با انتقال دهنده عصبی آزاد شده (سروتونین). ۵. گیرنده‌های پس سیناپسی فعال شده توسط انتقال دهنده عصبی (القای پتانسیل پس سیناپسی). ۶. کانال کلسیم. ۷. اگزوسیتوز یک وزیکول. ۸. انتقال دهنده عصبی بازپس‌گیری شده.

پایانه آکسون یا ترمینال آکسون یا پایانه نورون (به انگلیسی: Axon terminal) بخش پایانی آکسون است که پیام عصبی، بعد از گذر از آن وارد فضای سیناپسی می‌شود. آکسون یک برآمدگی بلند و باریک از یک سلول عصبی یا نورون است که تکانه‌های الکتریکی به نام پتانسیل عمل را به دور از جسم سلولی نورون یا سوما هدایت می‌کند تا به نورون‌های دیگر، سلول‌ها، غدد یا ماهیچه‌ها منتقل شود.
نورون‌ها در ترتیبات پیچیده‌ای به هم متصل هستند و از سیگنال‌های الکتروشیمیایی و انتقال دهنده عصبی شیمیایی برای انتقال تکانه‌های عصبی از یک نورون به نورون دیگر استفاده می‌کنند. پایانه‌های آکسون توسط یک شکاف کوچک به نام سیناپس که تکانه‌ها از طریق آن ارسال می‌گردد، از نورون‌های همسایه جدا می‌شوند. ترمینال آکسون و نورونی که پیام از آن انتقال می‌یابد را «نورون پیش سیناپسی» و نورونی که پس از فضای سیناپسی قرار دارد و تکانه‌ها را به وسیله دندریت‌های خود دریافت می‌کند، «نورون پس سیناپسی» می‌نامند.

## انتقال عصبی
انتقال دهنده‌های عصبی در وزیکول‌های سیناپسی، در داخل جسم سلولی، بسته‌بندی می‌شوند و در زیر غشای انتهایی آکسون در سمت نورون پیش سیناپسی قرار می‌گیرند. پایانه‌های آکسونی برای آزادسازی انتقال دهنده‌های عصبی سلول پیش سیناپسی تخصصی هستند. پایانه‌های آکسونی وزیکول‌های دارای ناقل عصبی را در شکافی سیناپسی که بین پایانه‌ها و دندریت‌های نورون بعدی وجود دارد، آزاد می‌کنند و این اطلاعات توسط گیرنده‌های دندریتی سلول پس سیناپسی که به آن متصل هستند دریافت می‌شود. نورون‌ها هیچ تماسی با یکدیگر ندارند، اما در سراسر سیناپس ارتباط شیمیایی برقرار می‌کنند.
بسته‌های مولکولی انتقال‌دهنده عصبی (وزیکول‌ها) در داخل نورون ایجاد می‌شوند و از آکسون به سمت پایانه آکسون دیستال حرکت می‌کنند؛ سپس یون‌های کلسیم باعث ایجاد یک آبشار بیوشیمیایی در داخل سیناپس می‌شود و اتصال وزیکول‌ها با غشای نورون پیش سیناپسی، سبب باز شدن وزیکول و خارج شدن محتویات در عرض ۱۸۰ میکرو ثانیه پس از ورود کلسیم به شکاف سیناپسی می‌گردد. پروتئینهای وزیکول سیناپسی که با اتصال یون‌های کلسیم تحریک می‌شوند، شروع به جدا شدن از هم می‌کنند، در نتیجه منافذ متعدد در غشاء وزیکول ایجاد می‌شود؛ وجود منافذ اجازه می‌دهد تا انتقال دهنده عصبی در شکاف سیناپسی آزاد شود. فرآیندی که در پایانه آکسون اتفاق می‌افتد، اگزوسیتوز است، که سلول از آن برای تراوش وزیکول‌های ترشحی از غشای سلولی استفاده می‌کند. این وزیکول‌های متصل به غشاء حاوی پروتئین‌های محلول برای ترشح به محیط خارج سلولی و همچنین پروتئین‌های غشایی و لیپیدهایی هستند که برای تبدیل شدن به اجزای غشای سلولی فرستاده می‌شوند. اگزوسیتوز در سیناپس‌ها باعث ایجاد Ca2+ می‌شود و به انتقال عصبی کمک می‌کند. در پایان انتقال عصبی نیز ناقل‌های عصبی به وسیله آنزیم‌های پروتئینی از داخل فضای سیناپسی تجزیه یا برای استفاده مجدد به داخل نورون اندوسیتوز می‌شوند.

## نگاشت فعالیت عصبی
وید ریگه، پروفسور علوم اعصاب دانشکده پزشکی هاروارد، روشی را برای مشاهده فیزیولوژیکی فعالیت سیناپسی که در مغز رخ می‌دهد، ابداع کرد. رنگ به خصوصی، که دارای ویژگی‌های فلورسانس است را به وسیله میکروالکترود‌هایی، برای رنگ آمیزی، وارد نورن می‌کنند. این ذره‌ها با چسبیدن به یون‌های کلسیم، رنگ آن‌ها را تغییر می‌دهد و با استفاده از تکنیک‌های فلورسانس-میکروسکوپی، ریزش کلسیم در نورون پیش سیناپسی تشخیص داده می‌شود. روش ابداعی ریگه تأثیر کلسیم Ca2+ در نورون و در نتیجه آن انتقال‌های عصبی صورت گرفته در مغز را بررسی می‌کند (زیرا در تمام انتقال‌های عصبی کلسیم وجود داد). مطالعات بیشتر فرایند انقال عصبی و مکانیسم‌های فیزیولوژیکی داخل مغز، درک بیشتری از اختلالات عصبی مانند صرع، اسکیزوفرنی و اختلال افسردگی اساسی و همچنین حافظه و یادگیری در اختیار دانشمندان می‌گذارد؛ از این رو نگاشت فعالیت‌های مغزی اهمیت بالایی در علوم اعصاب و اکتشافات مرتبط با آن دارد.